# Atletiek op de Paralympische Zomerspelen 1972
De IVe Paralympische Spelen werden in 1972 gehouden in Heidelberg, West-Duitsland. Atletiek was een van de 10 sporten die in 1972 op het programma stonden.
Mevr. de Vries-Noordam zorgde voor het eerste Nederlandse Paralympische goud bij de atletiek, dit gebeurde op het onderdeel kogelstoten in de klasse 1A. 
Ook voor België werd het eerste atletiekgoud binnengehaald en wel door Frank Jespers op het onderdeel Wheelen 100 m in de Klasse 3 bij de mannen.

## Disciplines
Er stonden bij de atletiek in Heidelberg 8 disciplines op het programma.
- Discuswerpen
- Speerwerpen
- Vijfkamp

- Kogelstoten
- Slalom
- Wheelen

- Estafette
- Precisie Speerwerpen

## Mannen

### Estafette
| \| Rank \| Land \| Tijd \| \| ---- \| ---------------- \| ---- \| \| 1 \| Verenigde Staten \| 54.4 \| \| 2 \| Canada \| 56.3 \| \| 3 \| West-Duitsland \| 57.7 \| |                  |      |
| Rank | Land             | Tijd |
| 1 | Verenigde Staten | 54.4 |
| 2 | Canada           | 56.3 |
| 3 | West-Duitsland   | 57.7 |

### Wheelen

#### 60 m
| Klasse | tijd | land | Goud              | land | Zilver   | land | Brons       |
| ------ | ---- | ---- | ----------------- | ---- | -------- | ---- | ----------- |
| 1A     | 27.7 | NOR  | Jan Erik Stenberg | CAN  | D. Bovee | FRG  | Sackerer    |
| 1B     | 21.1 | FRG  | R. Zeyher         | JPN  | Ohashi   | FRG  | Baumgartner |

#### 100 m
| Klasse | tijd | land | Goud                | land | Zilver      | land | Brons          |
| ------ | ---- | ---- | ------------------- | ---- | ----------- | ---- | -------------- |
| 2      | 25.9 | USA  | Gary Kerr           | USA  | Goldmann    | YUG  | Joze Okoren    |
| 3      | 22.1 | BEL  | Frank Jespers       | AUT  | Josef Greil | USA  | Stuewe         |
| 4      | 21.6 | USA  | Raymond Lewandowski | AUS  | Terry Giddy | BEL  | Remi van Ophem |
| 5      | 22.5 | CAN  | B. Simpson          | USA  | Branum      | NED  | E. H. Roek     |

### Discuswerpen
| Klasse | Afstand | land | Goud          | land | Zilver        | land | Brons          |
| ------ | ------- | ---- | ------------- | ---- | ------------- | ---- | -------------- |
| 1A     | 10.32   | FRG  | Edund Weber   | USA  | Rod Vleiger   | USA  | McNichol       |
| 1B     | 12.61   | JAM  | Patrick Reid  | USA  | Julius Duval  | FRG  | Tullius        |
| 2      | 21.38   | RSA  | van Rensburg  | NZL  | G. Marett     | YUG  | Joze Okoren    |
| 3      | 23.36   | NZL  | Condon        | AUS  | Vic Renalson  | AUT  | Josef Greil    |
| 4      | 29.91   | CAN  | Eugene Reimer | AUT  | Schoosleitner | BEL  | Remi van Ophem |
| 5      | 35.06   | USA  | Ray Clark     | POL  | Jacek Kowalik | ISR  | Fliter         |

### Speerwerpen
| Klasse | Afstand | land | Goud         | land | Zilver           | land | Brons             |
| ------ | ------- | ---- | ------------ | ---- | ---------------- | ---- | ----------------- |
| 1A     | 9.32    | FRG  | Edund Weber  | USA  | McNichol         | RSA  | Holmes            |
| 1B     | 12.04   | USA  | Julius Duval | ARG  | di Paolo         | FRG  | Wolfgang Koch     |
| 2      | 18.07   | RSA  | van Rensburg | AUT  | Josef Jager      | USA  | Ron Halsey        |
| 3      | 22.46   | FRG  | Kleinjans    | USA  | David Williamson | RSA  | Daniel Erasmus    |
| 4      | 24.03   | FRG  | W. Flach     | USA  | Reno Levis       | FRG  | Johann Schuhbauer |
| 5      | 28.30   | ARG  | Ferrari      | ISR  | Fliter           | USA  | Ray Clark         |

### Vijfkamp
| Klasse | Punten | land | Goud             | land | Zilver       | land | Brons       |
| ------ | ------ | ---- | ---------------- | ---- | ------------ | ---- | ----------- |
| 1B     | 8449   | JAM  | Patrick Reid     | USA  | Julius Duval | FRG  | R. Zeyher   |
| 2      | 5501   | AUT  | Josef Jager      | FRG  | Schmicking   | NZL  | G. Marett   |
| 3      | 5351   | USA  | David Williamson | FRG  | Heinz Simon  | AUS  | Terry Mason |
| 4      | 5141   | CAN  | Eugene Reimer    | FRG  | W. Flach     | USA  | Reno Levis  |
| 5      | Reno   | USA  | Ray Clark        | USA  | Ed Owen      | FRG  | Moll        |

### Precisie Speerwerpen
| Klasse | Punten | land | Goud         | land | Zilver     | land | Brons        |
| ------ | ------ | ---- | ------------ | ---- | ---------- | ---- | ------------ |
|        | 36     | SUI  | Ernst Michel | USA  | Reno Levis | AUS  | Vic Renalson |

### Kogelstoten
| Klasse | Afstand | land | Goud             | land | Zilver            | land | Brons          |
| ------ | ------- | ---- | ---------------- | ---- | ----------------- | ---- | -------------- |
| 1A     | 3.65    | FRG  | Edund Weber      | SUI  | Hans Rosenast     | CAN  | D. Bovee       |
| 1B     | 5.82    | USA  | Julius Duval     | CAN  | R. Muise          | FRG  | R. Zeyher      |
| 2      | 6.77    | RSA  | van Rensburg     | USA  | Ron Halsey        | AUT  | Josef Jager    |
| 3      | 7.84    | USA  | David Williamson | RSA  | Daniel Erasmus    | NZL  | J. Savage      |
| 4      | 8.57    | AUT  | Schoosleitner    | FRG  | Johann Schuhbauer | USA  | Dale Wiley     |
| 5      | 10.48   | FRG  | Horst Gotthelf   | POL  | Jacek Kowalik     | POL  | Jerzy Skrzypek |

### Slalom
| Klasse | Tijd | land | Goud             | land | Zilver         | land | Brons           |
| ------ | ---- | ---- | ---------------- | ---- | -------------- | ---- | --------------- |
| 1A     | 76.9 | CAN  | D. Bovee         | USA  | Rod Vleiger    | USA  | McNichol        |
| 1B     | 61.5 | USA  | Rosenbaum        | USA  | Robert Ockvirk | FRA  | Daniel Jeannin  |
| 2      | 55.4 | ITA  | Giuseppe Trieste | USA  | Goldmann       | FRG  | Schmicking      |
| 3      | 48.7 | SWE  | Lars Lofstrom    | USA  | Roman          | ITA  | Carlo Jannucci  |
| 4      | 46.4 | FRG  | Meikes           | JPN  | Tetsuya Matuso | JPN  | Fujikawa        |
| 5      | 46.4 | JPN  | Sakamoto         | JPN  | Hideshi Oba    | AUS  | Robert McIntyre |

## Vrouwen

### Estafette
| \| Rank \| Land \| Tijd \| \| ---- \| ------------------- \| ---- \| \| 1 \| Verenigd Koninkrijk \| 49.4 \| \| 2 \| West-Duitsland \| 50.4 \| \| 3 \| Jamaica \| 51.0 \| |                     |      |
| Rank | Land                | Tijd |
| 1 | Verenigd Koninkrijk | 49.4 |
| 2 | West-Duitsland      | 50.4 |
| 3 | Jamaica             | 51.0 |

### Wheelen

#### 60 m
| Klasse | tijd | land | Goud               | land | Zilver           | land | Brons                |
| ------ | ---- | ---- | ------------------ | ---- | ---------------- | ---- | -------------------- |
| 1A     | 22.0 | FRG  | Mayer              | NED  | de Vries-Noordam | USA  | Karen Donaldson      |
| 1B     | 22.7 | IRL  | Rosaleen Gallagher | AUS  | Tracey Freeman   | FRG  | Andres               |
| 2      | 18.0 | YUG  | Sitar              | IRL  | Kathleen Fagan   | POL  | Krystyna Owczarczyk  |
| 3      | 16.7 | GBR  | B. Howie           | AUT  | Emilie Schwarz   | CAN  | Binns                |
| 4      | 16.8 | GBR  | Carol Bryant       | USA  | Keyser           | YUG  | Milka Milinkovic     |
| 5      | 17.6 | JAM  | Rohne              | SWE  | Wiksen           | FRG  | Martina Tschoetschel |

### Discuswerpen
| Klasse | Afstand | land | Goud                | land | Zilver         | land | Brons           |
| ------ | ------- | ---- | ------------------- | ---- | -------------- | ---- | --------------- |
| 1A     | 6.72    | FRG  | Mayer               | ARG  | Richetti       | RHO  | Sandra James    |
| 1B     | 9.50    | AUS  | Tracey Freeman      | FRG  | Andres         | USA  | Broemmer        |
| 2      | 14.99   | POL  | Krystyna Owczarczyk | RSA  | van der Schyff | IRL  | Kathleen Fagan  |
| 3      | 16.24   | RSA  | Hattingh            | NZL  | Eve M. Rimmer  | USA  | Rosalie Hixson  |
| 4      | 16.48   | RSA  | Le Roux             | ISR  | Ora Goldstein  | USA  | Darleen Quinlan |
| 5      | 24.97   | JAM  | Leone Williams      | RSA  | Swanepoel      | ISR  | Potashnik       |

### Speerwerpen
| Klasse | Afstand | land | Goud                   | land | Zilver             | land | Brons            |
| ------ | ------- | ---- | ---------------------- | ---- | ------------------ | ---- | ---------------- |
| 1A     | 5.22    | RHO  | Sandra James           | CAN  | J. Murland         | ARG  | Richetti         |
| 1B     | 8.12    | AUS  | Tracey Freeman         | IRL  | Rosaleen Gallagher | USA  | Broemmer         |
| 2      | 11.56   | POL  | Krystyna Owczarczyk    | RSA  | Slabbert           | RSA  | van der Schyff   |
| 3      | 12.80   | USA  | Rosalie Hixson         | NZL  | Eve M. Rimmer      | USA  | Kirn             |
| 4      | 12.09   | USA  | Darleen Quinlan        | AUT  | Maria Schitter     | YUG  | Milka Milinkovic |
| 5      | 18.50   | ISR  | Zipora Rubin-Rosenbaum | ISR  | Potashnik          | RSA  | Swanepoel        |

### Vijfkamp
| Klasse | Punten | land | Goud          | land | Zilver         | land | Brons        |
| ------ | ------ | ---- | ------------- | ---- | -------------- | ---- | ------------ |
| 2      | 5789   | FRG  | Ruth Lamsbach | USA  | Fetter         | USA  | Sharon Myers |
| 3      | 5309   | NZL  | Eve M. Rimmer | USA  | Rosalie Hixson | CAN  | Binns        |
| 4      | 4275   | FRG  | Marga Floer   | ISR  | Ora Goldstein  | GBR  | Carol Bryant |
| 5      | 1499   | GBR  | O'Brien       |      |                |      |              |

### Precisie Speerwerpen
| Klasse | Punten | land | Goud     | land | Zilver         | land | Brons         |
| ------ | ------ | ---- | -------- | ---- | -------------- | ---- | ------------- |
|        | 36     | JPN  | Kawakami | USA  | Rosalie Hixson | AUT  | Hermina Kraft |

### Kogelstoten
| Klasse | Afstand | land | Goud                | land | Zilver                 | land | Brons           |
| ------ | ------- | ---- | ------------------- | ---- | ---------------------- | ---- | --------------- |
| 1A     | 2.59    | NED  | de Vries-Noordam    | RHO  | Sandra James           | CAN  | J. Murland      |
| 1B     | 3.61    | AUS  | Tracey Freeman      | FRG  | Andres                 | TCH  | Chmelova        |
| 2      | 4.64    | POL  | Krystyna Owczarczyk | RSA  | van der Schyff         | RSA  | Slabbert        |
| 3      | 5.48    | NZL  | Eve M. Rimmer       | AUT  | Emilie Schwarz         | POL  | Ciapala         |
| 4      | 6.01    | ISR  | Ora Goldstein       | RSA  | Le Roux                | USA  | Darleen Quinlan |
| 5      | 7.17    | ISR  | Potashnik           | ISR  | Zipora Rubin-Rosenbaum | RSA  | Swanepoel       |

### Slalom
| Klasse | Tijd | land | Goud     | land | Zilver             | land | Brons           |
| ------ | ---- | ---- | -------- | ---- | ------------------ | ---- | --------------- |
| 1A     | 79.8 | FRG  | Mayer    | ARG  | Richetti           |      |                 |
| 1B     | 71.0 | USA  | Broemmer | AUS  | Tracey Freeman     | CAN  | S. Long         |
| 2      | 70.1 | JPN  | Yamahata | ARG  | Cristina Benedetti | USA  | Sharon Myers    |
| 3      | 58.2 | GBR  | B. Howie | CAN  | Binns              | POL  | Ciapala         |
| 4      | 65.2 | USA  | Keyser   | JPN  | Kawakami           | USA  | Darleen Quinlan |
| 5      | 59.2 | JPN  | Tanaka   | GBR  | O'Brien            | FRG  | Gisela Hermes   |

Atletiek · Basketbal · Boogschieten · Dartchery · Gewichtheffen · Koersbal · Schermen · Snooker · Tafeltennis · Zwemmen
Rome 1960 ·
Tokio 1964 ·
Tel Aviv 1968 ·
Heidelberg 1972 ·
Toronto 1976 ·
Arnhem 1980 ·
New York & Stoke Mandeville 1984 ·
Seoel 1988 ·
Barcelona 1992 ·
Atlanta 1996 ·
Sydney 2000 ·
Athene 2004 ·
Peking 2008 ·
Londen 2012 ·
Rio de Janeiro 2016 ·
Tokio 2020 ·
Parijs 2024 ·
Los Angeles 2028